# HIF1A
La subunidad alfa del factor 1 inducible por hipoxia (HIF1A) es una proteína codificada en humanos por el gen HIF1A. Se han descrito dos variantes transcripcionales que codifican diferentes isoformas de la proteína.

## Estructura
HIF1 es un heterodímero con un dominio hélice-bucle-hélice básico compuesto por HIF1A, referida como subunidad alfa (esta proteína), y el translocador nuclear del receptor de aril hidrocaruros (ARNT), referido como la subunidad beta.

## Función
HIF1A es un factor de transcripción con dominios HLH-PAS encontrado en células de mamíferos que crecen en concentraciones bajas de oxígeno. Juega un papel esencial en la respuesta celular y sistémica a la hipoxia. HIF1A es una de las clases de factores inducibles por hipoxia, una familia que incluye HIF1A, HIF2A y HIF3A.

## Regulación
La abundancia de HIF1A (y su actividad subsecuente) es regulada a nivel transcripcional a través de NF-κB. Además, la actividad coordinada de las prolil hidroxilasas (PHDs) mantienen el balance apropiado de proteína HIF1A en la fase postraduccional.

## Importancia clínica
La sobre-expresión de un transcrito natural antisentido (aHIF) de este gen es asociada con el desarrollo de carcinoma renal no papilar.

## Interacciones
La proteína HIF1A ha demostrado ser capaz de interaccionar con:
- PSMA7[9]
- NR4A[10]
- STAT3[11]
- CREBBP[12][13][14]
- ARNTL[15]
- ARNT[2][16]
- p53[17][18][19][20]
- EP300[21][22]
- HIF1AN[23]
- Mdm2[17][18]
- Supresor tumoral Von Hippel-Lindau[10][11][14][23][24][25][26][27][28][29]
- Ubiquitina C[10][14][29]